# Grusskafting
Grusskafting (Brachypodium distachyon) är en gräsart som först beskrevs av Carl von Linné, och fick sitt nu gällande namn av Ambroise Marie François Joseph Palisot de Beauvois. Enligt Catalogue of Life ingår Grusskafting i släktet skaftingar och familjen gräs, men enligt Dyntaxa är tillhörigheten istället släktet skaftingar och familjen gräs. Arten förekommer tillfälligt i Sverige, men reproducerar sig inte. Inga underarter finns listade i Catalogue of Life.

## Bildgalleri

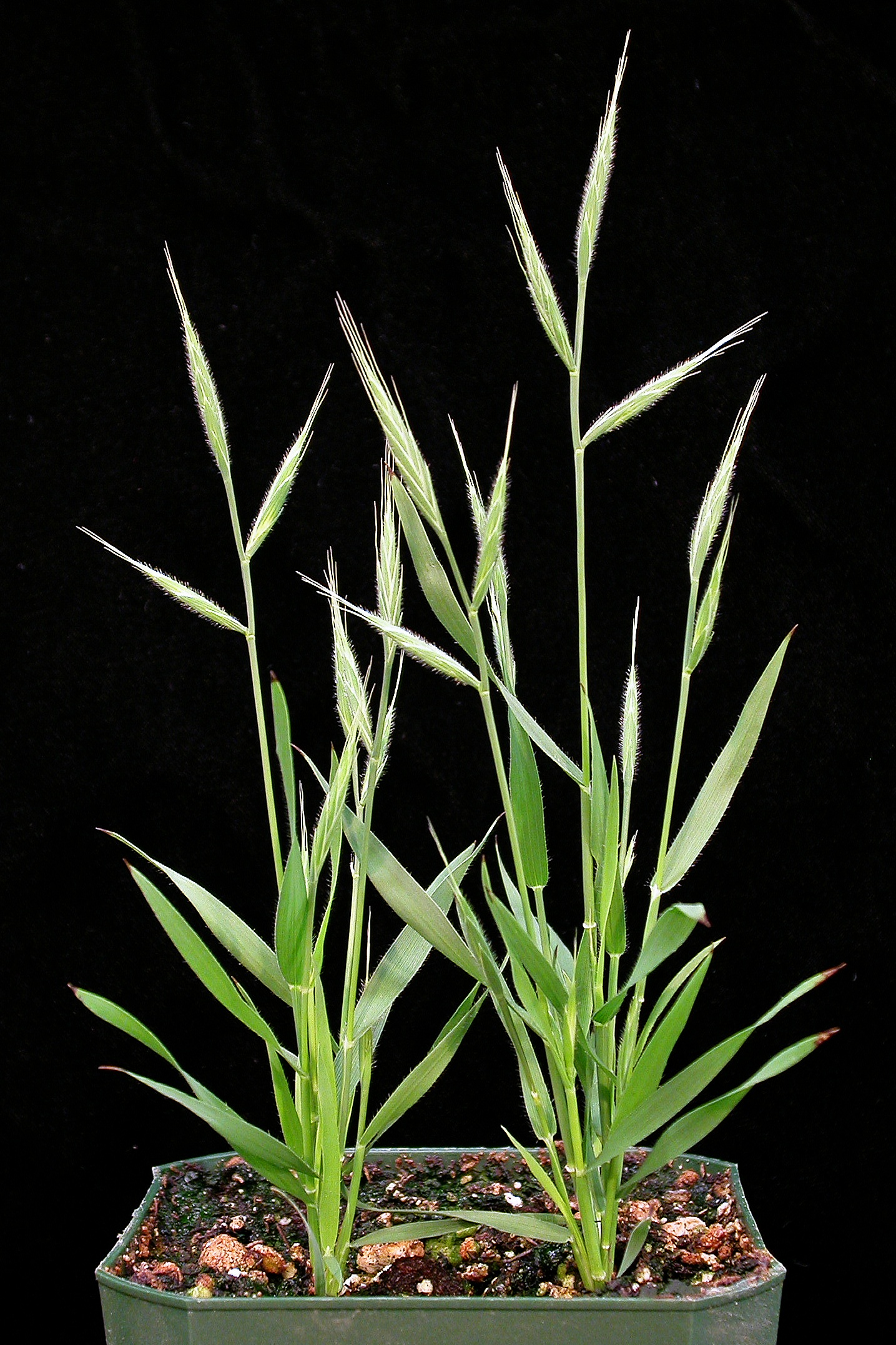
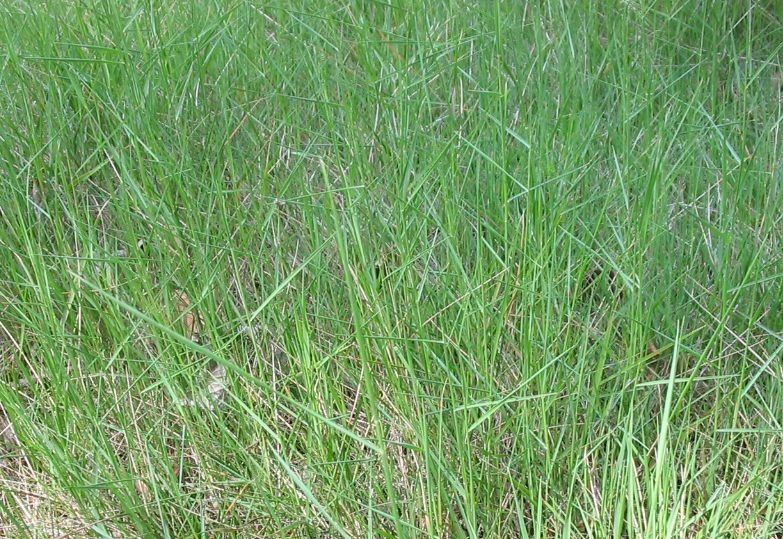
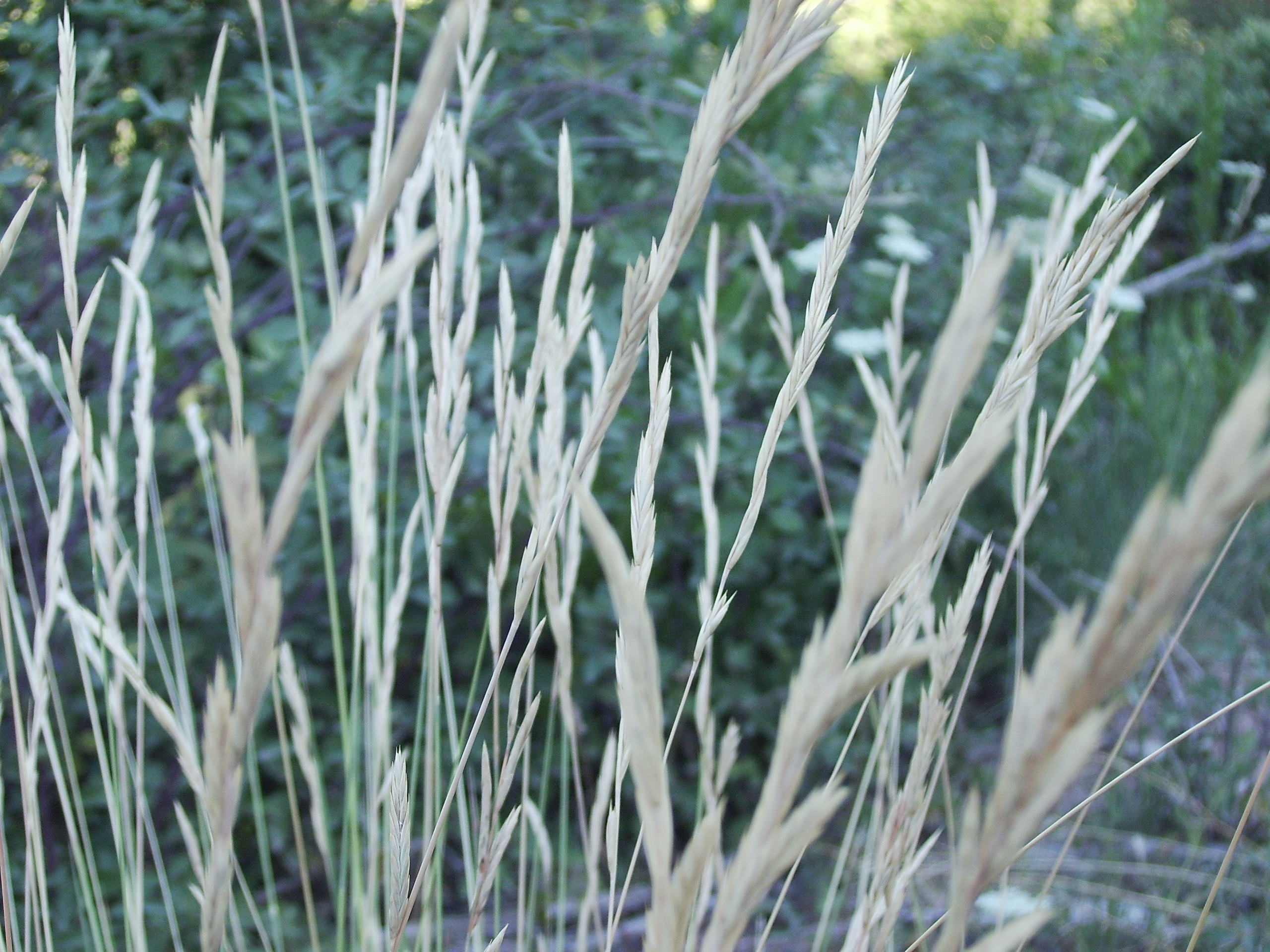
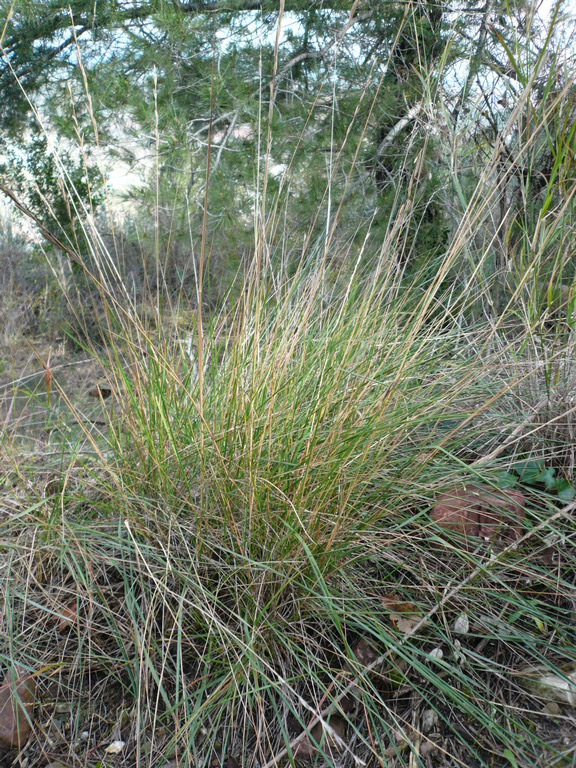
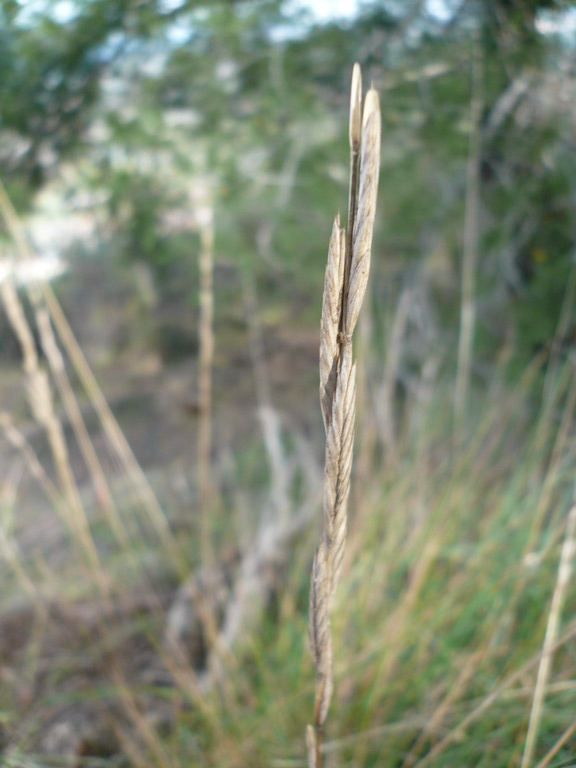
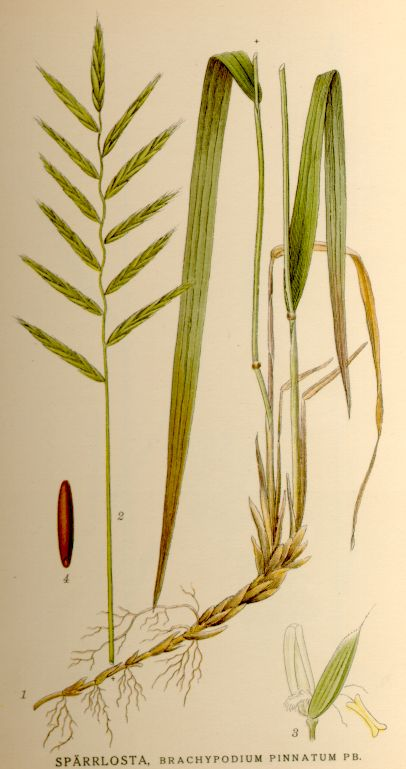